# A Foreign Field That Is Forever England:Live Abroad
A Foreign Field That Is Forever England:Live Abroad è un album degli Amazing Blondel, pubblicato dalla HTD Records nell'aprile del 1996. Il disco contiene brani registrati in parecchi concerti tenuti dal gruppo nel periodo 1972-1973 durante i loro tour europei in paesi come Belgio, Germania, Francia, Svizzera, Italia, Spagna, Norvegia, Svezia e Danimarca.

## Tracce
Brani composti da John Gladwin, tranne Dolor Dolcis composto da John Gladwin e Edward Baird
1. Introduction – 1:05
2. Seascape – 6:53
3. Dolor Dolcis – 4:24
4. Willowood – 3:22
5. Pavan – 3:29
6. Spring Air – 5:38
7. Shepherd's – 10:55
8. Celestial Light – 4:04
9. Fantasia Lindum – 19:22
10. Landscape – 7:54
11. Saxon Lady – 3:59

## Musicisti
- John Gladwin - voce solista, chitarra, liuto
- Terence Alan Wincott - crumhorn, voce, recorders, flauto
- Edward Baird - liuto, chitarra, cittern, voce[3]